# Rival Turf!
Rival Turf!, i Japan känt som Rushing Beat (ラッシング・ビート?), är ett beat 'em up-spel utgivet av Jaleco 1992 till SNES och senare till Wiis Virtual Console. Spelet är det första i Rushing Beat-trilogin, och följs av Brawl Brothers och The Peace Keepers.

## Handling
Jack Flak kontaktar sin vän, polisen Oswald "Oozie" Nelson, då hans flickvän Heather blivit kidnappad. Oozie har på senare tid granskat gänget "the Street Kings", som leds av "Big Al". Han tror att Big Al ligger bakom Heathers försvinnande, och Oozie och Flak ger sig ut på gatorna för att leta efter Heather. 
Den japanska versionen utspelar sig i fiktiva "Neo Cisco" medan den nordamerikanska versionen utspelar sig i Los Angeles.

### Fotnoter
1. ↑  Story of Rival Turf på Giant Bomb